# Марко Арсић (комичар)
Марко Арсић (Ниш, 22. фебруар 1988) је српски комичар и влогер, познат по свом серијалу смешних снимака које избацује на свом Јутјуб каналу Фамилијобе.

## Живот
Детињство је провео у нишком насељу Дурлан. Студирао је Правни факултет, али је одустао од њега. Радио је као ди-џеј и аматерски се бавио стендап комедијом. Своје прво јавно појављивање имао је 2014. године на телевизији Хепи у емисији Најбољи стенд ап комичар, а 2016. године је учествовао у такмичењу Аудиција која се приказивала на телевизији Пинк. Арсић је одређени период свог живота провео у Кини где је предавао енглески језик. За време пандемије ковида 19 у Србији, 2020. године, почиње да снима хумористичне клипове који су постали популарни за јако кратко време. Од 2022. године избацује и влогове на истом јутјуб каналу, у којима приказује живот у Камбоџи.

## Фамилијо бе
Серијал Фамилијо бе прати догодовштине тројице ликова – Фамилије, Бате и Комше, а повремено се појављује и Бетонка. Арсић је овај серијал започео 2020. године, за време ковида 19. Први клип је снимио из чисте досаде, са циљем да насмеје своје пријатеље на свом Инстаграм налогу. Снимио је клип који се свидео његовим пријатељима користећи филтер. Пошто је увидео да се тај клип свидео и људима из његове околине, наставио је да снима. Видео-снимак који га је прославио је „Фамилија на родитељски“.
Фамилија је лик који је прво настао. Преке је нарави, воли да попије, да се клади и да слуша народну музику. Има жену, сина и ћерку. Не воли женину породицу, нити воли да иде код њих на село. Најбољи му је другар „Бане из Врежину“, са којим често прича преко телефона или га спомиње у свакодневном разговору. Често коментарише комшилук и лоше се опходи према жени. Сви га зову Фамилијо, јер му је то поштапалица у свакодневном говору. Кроз серијал можемо да видимо и живот Фамилијиних предака (Фамилија је овде генеричан лик, попут лика Црног Грује или Едмунда Црне Гује) који су присуствовали важним историјским догађајима, као што су: Бој на Косову, Други светски рат итд.
Бата (Брат мои) је детињаст и нерадник. Живи са бабом, коју он зове браба или брабица. Познат је по својим поштапалицама: ало, брапо и лагано освежење. Стално је у потрази за послом, а ако га и нађе, брзо добије отказ. Најбољи му је пријатељ Петровић, од којег често позајмљује одећу и новац. Један од Батиних гегова је када зове Петровића каже: „Ало, Петровићу!“ Ожењен је Јеленом и са њом има сина Хранислава. Воли да проводи време у кладионици и да са Бетонком пуши марихуану. Сви га зову Бата, јер се обраћа људима речима "Брат мои или бато". У епизоди „Фамилија у доба Исуса“, утелотворио је лик Јуде, тако да је вероватно његов потомак.
Комша (Комшија или Обрва) је културан и интелектуалац, живео је две године у Америци и помало је исфеминизиран. Фамилија и Бата га посматрају као сноба и због тога њих двојица често збијају шале на његов рачун. Комша је ожењен и има сина Жан Пјера и ћерку Сару Џесику. Често се згражава Фамилијиним понашањем. Понекад га Фамилија и Бата зову Обрва, јер има спојене обрве.
Бетонка се повремено појављује. Најчешће се дружи са Батом. Воли да се клади, патолошки лаже, баронише и дилује дрогу.
Арсић напомиње да овај хумор није намењен деци и да људи не треба да се угледају на ове ликове, а посебно не на Фамилију. Његови ликови су сатирични и имају за циљ да исмеју појединца.

## Контроверзе
Арсић је био ухапшен 2016. године због тога што је откривено да је у месту Доња Врежина посадио и узгојио четири стабљике канабиса од којих је добио 105.5 грама сушене биљке. Полиција је претресла његов стан и пронашла таблету екстазија од 30 mg. Арсић је на суду потврдио да је узгајао канабис јер је, како каже, њен повремени уживалац од своје четрнаесте године; међутим, негирао је да је таблета екстазија његова. Одређена му је затворска казна од три године коју није одслужио будући да је побегао у Кину. Године 2018. полиција је расписала потерницу за њим, а 2020. је био на мети Интерпола. У току 2023. године услед повлачења потернице због настанка застарелости извршења казне Арсић се вратио у Србију и на друштвеним мрежама поделио снимак из Дурлана.